# Вагула (село)
Вагула (ест. Vagula, виро Vagola) — село в Естонії, входить до складу волості Виру, повіту Вирумаа.